# Division II i fotboll 1929/1930
Division II i fotboll 1929/1930, som var upplagan av Division II i fotboll säsongen 1929/1930, bestod av två serier, en innehållande elva lag (norra) och en innehållande tio lag (södra). Gruppvinnarna i varje serie gick upp till Allsvenskan.

## Serier

### Norra
| Nr | Lag                | S  | V  | O | F  | GM | IM | MS  | P  |
| -- | ------------------ | -- | -- | - | -- | -- | -- | --- | -- |
| 1  | IFK Eskilstuna (N) | 20 | 12 | 6 | 2  | 68 | 40 | +28 | 30 |
| 2  | Hammarby IF        | 20 | 13 | 3 | 4  | 52 | 31 | +21 | 29 |
| 3  | Sandvikens AIK (U) | 20 | 13 | 3 | 4  | 67 | 46 | +21 | 29 |
| 4  | Gefle IF           | 20 | 11 | 2 | 7  | 53 | 38 | +15 | 24 |
| 5  | Hallstahammars SK  | 20 | 10 | 3 | 7  | 33 | 34 | −1  | 23 |
| 6  | IFK Västerås       | 20 | 9  | 2 | 9  | 43 | 40 | +3  | 20 |
| 7  | Westermalms IF (N) | 20 | 7  | 4 | 9  | 48 | 49 | −1  | 18 |
| 8  | Surahammars IF     | 20 | 6  | 5 | 9  | 43 | 45 | −2  | 17 |
| 9  | IK City            | 20 | 5  | 6 | 9  | 30 | 38 | −8  | 16 |
| 10 | Köpings IS (U)     | 20 | 3  | 2 | 15 | 31 | 65 | −34 | 8  |
| 11 | Sundbybergs IK     | 20 | 2  | 2 | 16 | 27 | 69 | −42 | 6  |

IFK Eskilstuna flyttades upp till Allsvenskan och Sundbybergs IK och Köpings IS flyttades ner till division III. De ersattes av IFK Norrköping från Allsvenskan och upp från division III kom IK Brage och Mariehofs IF.

### Södra
| Nr | Lag                  | S  | V  | O | F  | GM | IM | MS  | P  |
| -- | -------------------- | -- | -- | - | -- | -- | -- | --- | -- |
| 1  | Redbergslids IK      | 18 | 15 | 1 | 2  | 56 | 19 | +37 | 31 |
| 2  | Malmö FF             | 18 | 9  | 2 | 7  | 47 | 34 | +13 | 20 |
| 3  | Fässbergs IF         | 18 | 9  | 2 | 7  | 38 | 30 | +8  | 20 |
| 4  | Halmstads BK         | 18 | 7  | 5 | 6  | 36 | 31 | +5  | 19 |
| 5  | BK Derby (U)         | 18 | 8  | 3 | 7  | 33 | 42 | −9  | 19 |
| 6  | IFK Kristianstad (U) | 18 | 7  | 4 | 7  | 48 | 44 | +4  | 18 |
| 7  | Kalmar FF            | 18 | 6  | 4 | 8  | 31 | 44 | −13 | 16 |
| 8  | IS Halmia            | 18 | 4  | 7 | 7  | 26 | 25 | +1  | 15 |
| 9  | Krokslätts FF        | 18 | 5  | 4 | 9  | 27 | 48 | −21 | 14 |
| 10 | IFK Uddevalla        | 18 | 3  | 2 | 13 | 27 | 52 | −25 | 8  |

Redbergslids IK flyttades upp till Allsvenskan och Krokslätts FF och IFK Uddevalla flyttades ner till division III. De ersattes av Stattena IF från Allsvenskan och upp från division III kom BK Drott och Kalmar AIK.